# Collegio uninominale Sardegna - 02 (Camera dei deputati 2020)
Il collegio elettorale uninominale Sardegna - 02 è un collegio elettorale uninominale della Repubblica Italiana per l'elezione della Camera dei deputati.

## Territorio
Come previsto dalla legge n. 51 del 27 maggio 2019, il collegio è stato definito tramite decreto legislativo all'interno della circoscrizione Sardegna.
È formato dal territorio dell'intera provincia del Sud Sardegna (107 comuni).
Il collegio è parte del collegio plurinominale Sardegna - 01.

## Eletti
| Elezione | Elezione | Deputato      | Partito           |
| -------- | -------- | ------------- | ----------------- |
|          | 2022     | Gianni Lampis | Fratelli d'Italia |

## Dati elettorali

### XIX legislatura
Come previsto dalla legge elettorale, 147 deputati sono eletti con sistema a maggioranza relativa in altrettanti collegi uninominali a turno unico.
| Candidati                                 | Candidati               | Voti    | %     | Liste                          | Voti    | %     |
| ----------------------------------------- | ----------------------- | ------- | ----- | ------------------------------ | ------- | ----- |
|                                           | Gianni Lampis ✔️ Eletto | 61 348  | 42,37 | Fratelli d'Italia              | 37 196  | 25,69 |
| Forza Italia                              | Gianni Lampis ✔️ Eletto | 61 348  | 42,37 | 10 761                         | 7,43    |       |
| Lega per Salvini Premier                  | Gianni Lampis ✔️ Eletto | 61 348  | 42,37 | 9 793                          | 6,76    |       |
| Noi moderati/Lupi - Toti - Brugnaro - UDC | Gianni Lampis ✔️ Eletto | 61 348  | 42,37 | 3 598                          | 2,48    |       |
|                                           | Franca Maria Fara       | 36 546  | 25,24 | Partito Democratico-IDP        | 26 721  | 18,46 |
| Alleanza Verdi e Sinistra                 | Franca Maria Fara       | 36 546  | 25,24 | 5 729                          | 3,96    |       |
| +Europa                                   | Franca Maria Fara       | 36 546  | 25,24 | 2 732                          | 1,89    |       |
| Impegno Civico - Centro Democratico       | Franca Maria Fara       | 36 546  | 25,24 | 1 364                          | 0,94    |       |
|                                           | Loredana La Barbera     | 32 194  | 22,23 | Movimento 5 Stelle             | 32 194  | 22,23 |
|                                           | Alberto Cacciarru       | 5 702   | 3,94  | Azione - Italia Viva - Calenda | 5 702   | 3,94  |
|                                           | Tiziana Balestrini      | 3 856   | 2,66  | Italexit                       | 3 856   | 2,66  |
|                                           | Claudio Seda            | 2 066   | 1,43  | Italia Sovrana e Popolare      | 2 066   | 1,43  |
|                                           | Sabrina Milanovic       | 2 066   | 1,43  | Unione Popolare                | 2 066   | 1,43  |
|                                           | Michela Benati          | 754     | 0,52  | Vita                           | 754     | 0,52  |
| Totale                                    | Totale                  | 144 790 | 100   |                                | 144 790 | 100   |
|                                           |                         |         |       |                                |         |       |
| Voti non validi                           | Voti non validi         | 6 535   | 4,32  |                                |         |       |
| Votanti                                   | Votanti                 | 151 325 | 51,89 |                                |         |       |
| Elettori                                  | Elettori                | 291 621 |       |                                |         |       |